# 宇強の大空
『宇強の大空』（うきょうのおおぞら）は、原作：梶研吾、作画：岡村賢二による日本の漫画作品。『月刊少年ジャンプ』（集英社）にて連載された。

## あらすじ
江戸時代の剣豪・宮本武蔵が創設したとされる総合格闘技武蔵裏天流の使い手・大空宇強。ゴッドウォーズグランプリやバトルレッドゾーン21を経て、武蔵裏天流真正継承者として様々な格闘家と闘う。

## 登場人物

### 主要人物
大空 宇強
主人公。武蔵裏天流真正継承者。尚、名前の由来は宇宙・最強の文字から取って、後述する祖父・天光から命名されたものである。
普段は陽気だが、武蔵裏天流を継ぐ者として、文字通り戦いにおいては悪鬼といえるほどの闘争心を持つ。しかし、同時に甘さといえるほどの優しさが枷となり、思わぬ苦境を招いてしまう一面もある。
白葉 修羅人
格闘プロモーター。昔は自身も格闘家だったのだが、過去に宇強の父・流星と戦い、引退。
その後は格闘プロモーターとして辣腕を振るっていたが、そんな時に宇強と出会い、色々と世話をする後見人を買って出る。
白葉 いちず
ヒロイン。白葉修羅人の娘で、宇強に好意を寄せる。
安藤 風伍
破神会の一員で、破神会の影を務めていたのだが、宇強に感化され、表に出るようになり、後述する破神会会長天現の遺志を継ぎ、二代目会長となる。
一条 良
無双館の師範で、道場破りに来た宇強と互角以上に渡り合うが、後に裏の格闘組織スクーデリア・ベントレーに籍を移し、宇強と激突する。
その後、スクーデリア・ベントレー打倒のため、宇強に力を貸す。

### 武蔵裏天流

#### 元真正継承者
大空 流星
宇強の父。先代武蔵裏天流真正継承者。
武蔵裏天流真正継承者時代に、宇強の兄・強一を掟を破ったため殺害したのだが、武蔵裏天流から離れれば、良き父親でもある。
大空 天光
宇強の祖父。
息子・流星と二度にわたる武蔵裏天流真正継承者の座を争い、破れたがそのリベンジの為ジャングルに籠り、修行を続けていた。

#### 武蔵裏天流関係者
トーマス・エルナンデス
ゴッド・ウォーズ・グランプリ（略してG-Wグランプリ）に出場。表向きは南アフリカのキックボクサーで、INKBスーパーヘビー級チャンピオンだが、実は流星が武蔵裏天流の後継者に指名した男。一条を武蔵裏天流の風神槌で倒すも、宇強には昇天龍にてダウン。
リバルド
バトル・レッド・ゾーン21世界大会（略してBRZ21）にブラジル代表として出場。息子・ジュリアンが宇強の父・流星に殺されたリベンジと、（流星に）師匠・天光が真正継承者から追い落とされたリベンジを果たすべく、宇強と対戦し、RYUKOTSU GASSIN（龍骨合身）して宇強を苦しめるが、宇強の武蔵裏天流の塊旋螯（かいせんごう）で倒される。

### 破神会
“地上最強”の看板を掲げ、実戦空手の世界大会を主催するなど、大会のスポットライトを浴びている格闘技団体。しかし、それはあくまで“光”の部分で、もうひとつ、一撃必殺の文字通り、敵の息の根を確実に止める、外道な殺人空手という“影”の部分もある。
天現大道
破神会初代会長。G-Wグランプリに出場し、宇強戦で超人的な技・パワー・スピード、そして超人的な肉体変貌を見せ、宇強を苦しめるが、宇強に敗れ、病室で切腹する所を宇強に止められ、猛牛に角を刺されながらも、宇強に自分の命と武の魂と自分の黒帯を託す。
安藤 風伍
主要人物参照。
佐内 春太郎
日本の最後の砦“無敗の不沈艦”の異名を持つが、リック・タイタンの顔面殴打で倒された（試合は反則勝ち）。
紅林 剛三
アメリカ武者修行帰りの実践空手破神会のエリート。“オレこそ真の実力ナンバーワン”と豪語するが、宇強の同時両足踵落としで撃沈された。
飛多 厚
破神会の5人の“影”の一人で、一人だけレベルの違いを見せつける最強最大の“影”。衝撃吸収の役割を果たす厚い脂肪を持ち、宇強の武蔵裏天流の双龍扇を受けても、そこから本気になって宇強を苦しめるが、宇強の双刃翔で倒される。
ロフトフ
破神会ロシア支部支部長。BRZ21にロシア代表として出場するが、試合前にコマンド・サンボの連中にボコられ、病院送りに。実は国家は最初からコマンド・サンボを代表にするつもりで、ロシアの情報戦の捨石にさせられていたことを後で知らされる。

### スクーデリア・ベントレー
表と裏から全世界の格闘界を牛耳ろうとしている一大新興組織。
ベントレー・リッチモンド
スクーデリア・ベントレーの頭領。表向きはビッグ対決を次々と実現させる敏腕格闘技プロモーターだが、裏では関わった選手たちを巨額の金でスカウトし、己の支配下に収め、スクーデリア・ベントレーの力により改造を施し、肉体的・精神的に完璧な殺人機械に作り変える。しかし、真の目的は格闘家であった自分に敗北の歴史を刻ませた大空流星、及び武蔵裏天流の抹殺。最後は自らスクーデリア・ベントレーの力を全て結集させた究極の最終兵器に改造し、宇強を苦しめるも敗れた。一条も一時、配下に置かれたが宇強との一戦を経て、ベントレーから離れた。
覆面男（ニセ強一）
「大空宇強vs一条良」世紀のリベンジマッチの時に、宇強の相手として出てきた男。覆面を取ると、何と宇強の兄・強一とそっくりの顔である（後で流星に仮面だったことがばらされる）。“兄強一への思い”という弱点を持つ宇強を、ベントレー配下寸前まで追い込んだことにある程度効果はあったが、宇強に武蔵裏天流の飛燕刃を受け、血だるまで地面に叩きつけられた。
幻無三兄弟
スクーデリア・ベントレーの使者（らしい）。破神会大阪支部の道場生100人を秒殺し、宇強らに挑戦状を叩きつける。
幻無 [こう]太（長男）（※[こう]：口へんに子）
“関節技の幻無[こう]太”と言われているらしいが、宇強との試合にも使っている場所がなく最後は宇強に龍覇斬を食らい、秒殺された。
幻無 玉次郎（次男）
“スピードの幻無玉次郎”と言われるような片鱗を見せるも、一条のパワーアップした烈過十文字拳に秒殺された。
幻無 乱三（三男）
“パワーの幻無乱三”と言われ、安藤との一戦の最初のラッシュは凄かったが、安藤の風轟脚を進化させた「風轟脚・嵐」に秒殺された。

### 無双館
無双正
無双館館長。GWDなどを開催している。自身は、ベントレーのチョイ役たちにボコられるなどあまり強いとはいえない。

## 全世界実戦空手道選手権大会
破神会主催。全世界から参加者があり、歴代王座はすべて日本人だが第5回はリックの顔面殴打によるもので、王座＝実戦空手世界一なのか、疑問の残るところ。

### 出場者
リック・タイタン
別名“メイド・イン・アメリカのスーパーバトル・マシーン”。元プロボクシング世界ヘビー級チャンピオン。佐内に反則負けするも、実際は佐内よりも強いらしい。宇強に倒された。

## GODS　WARS　GRAND-PRIX
主催が集英スポーツ、格闘ジャンプ、基本テレビ。副題が「武神達の頂点を極める戦いが今始まる!!」。

### 出場者

#### Aブロック
大空 宇強
主要人物参照。
安藤 風伍
エントリーされるも、控え室に乱入したルンクンドーのジョニー・リュウに一発KOされる。
ジョニー・リュウ（中国）
4000年の歴史を持つ全ての中国拳法を統合した総合格闘技「ルンクンドー」を創始。父親が武蔵裏天流を名乗る男に抹殺されたリベンジのために、“対「武蔵裏天流」用の究極格闘技”を作り、宇強の龍雪崩を破り、みだれ雪崩雷臨も耐える。しかし、宇強の武蔵裏天流の風炎華に敗れた。
ルーペンス・パンチャマ（タイ）
ワールドキックヘビー級チャンピオン。祖父はプライオット・パンチャマで、天現が生涯唯一引き分けた相手でもある。祖父譲りのファン・ワイ・クルーやボン・クラッ・ティー・カウなどで宇強を苦しめるが、宇強の武蔵裏天流の魁塹波で敗れた。
ヨハン・バーグ（フランス）
1回戦でパンチャマに敗れる。

#### Bブロック
陽 泰明（香港）
1回戦でエルナンデスに敗れる。
トーマス・エルナンデス（南アフリカ）
武蔵裏天流参照。
ハンス・バドウェル（USA）
ボクシング世界ヘビー級チャンピオン。1回戦でマイクに敗れる。
マイク・フォレスター（スイス）
2回戦でエルナンデスに敗れる。

#### Cブロック
サモン（ブラジル）
1回戦で天現の一撃で敗れる。
天現 大道
破神会参照。
スパット・クライフ（オランダ）
世界マーシャルアーツヘビー級チャンピオン。1回戦で黄に敗れる。
黄 罫洪（中国）
2回戦で天現の一撃で敗れる。

#### Dブロック
トニー・チャベス（ニュージーランド）
1回戦で一条に敗れる。
一条 良
主要人物参照。
マーク・グリフィン（アイルランド）
2回戦で一条に敗れる。
ラミーノ・ロメオ（イタリア）
1回戦でマークに敗れる。

## 技
- 龍怒昇
- 昇龍天旋（奥義）
- 骨響（極限奥義）
- 雷波（極限奥義）